# Eishockey-Oberliga
Eishockey-Oberliga skapades 1948, som den västtyska ishockeyns toppdivision. Vid införandet av Bundesliga säsongen 1958/1959 blev ligan andradivision, för att från säsongen 1973/1974 bli tredjedivision, i samband med grundandet av 2. Bundesliga. Säsongen 2012/2013 var lagen uppdelade i fyra olika grupper.